# Бураковское сельское поселение
Бураковское сельское поселение — муниципальное образование в составе Кореновского района Краснодарского края России. 
В рамках административно-территориального устройства Краснодарского края ему соответствует Бураковский сельский округ. 
Административный центр и единственный населённый пункт — хутор Бураковский.

## Население
| 2010  | 2012  | 2013  | 2014  | 2015  | 2016  | 2017  |
| ----- | ----- | ----- | ----- | ----- | ----- | ----- |
| 1897  | ↘1885 | ↘1879 | ↘1864 | ↗1893 | ↗1901 | ↗1903 |
| 2018  | 2019  | 2020  | 2021  | 2023  |       |       |
| ↗1908 | ↘1880 | ↘1870 | ↗1900 | ↘1868 |       |       |